# ІСФ
Міжнародна федерація сокка, ІСФ (англ. International Socca Federation, ISF) — організація, яка організовує міжнародні змагання з сокки. Федерація створена як керівний орган спеціально для сокки. Заснована у 2017 році.

## Історія

### Створення
ISF була створена наприкінці 2017 року провідними організаторами міні-футболу в Європі та світі. ІСФ має на меті об'єднати професіоналів з усього світу. Вона була офіційно запущена на церемонії в Бірмінгемі в лютому 2018 року за участю почесних гостей, серед яких був арбітр чемпіонату світу та Євро Марк Клаттенбург.
Можливість зареєструватися в ІСФ відкрита для всіх, хто бажає організувати національну команду у своїй країні, за умови проходження процесу реєстрації.
Спочатку на відкриття в Бірмінгемі, була запрошена 51 країна, згодом до організації щорічно дозаявлялись нові представники з різних контенентів.
Станом на 2024 рік членами ІСФ є 63 країни:
| Європа (31) - Україна - Польща - Німеччина - Італія - Хорватія - Португалія - Швейцарія - Іспанія - Франція - Англія | - Шотландія - Уельс - Ірландія - Бельгія - Люксембург - Словенія - Словаччина - Литва - Латвія - Грузія - Молдова | - Румунія - Греція - Кіпр - Албанія - Сербія - Болгарія - Угорщина - Туреччина - Росія - Казахстан | Північна та Південна Америка (11) - США - Мексика - Канада - Бразилія - Аргентина - Уругвай - Чилі - Коста-Рика - Колумбія - Перу - Парагвай | Азія (12) - КНР - Оман - Пакистан - Індія - Сирія - Кувейт - Саудівська Аравія - Іран - Катар - Бахрейн - Ірак - Індонезія | Африка (9) - Єгипет - Марокко - Маврикій - Туніс - Нігерія - Алжир - Лівія - Кабо-Верде - Ангола |  |

### Управління
Оголошена структура управління включає в себе ряд провідних фігур зі світу сокка. Пакистанський бізнесмен Шахзеб Мехмуд Транквала з World Group був обраний почесним віце-президентом разом з англійським адвокатом і засновником благодійної організації Тімом Оллереншоу.
Після лютневої зустрічі ІФС швидко розпочала призначення на керівні посади: грецький бізнесмен Танос Пападопулос (засновник Libero S&T) обійняв посаду генерального директора, а німецький магнат Крістоф Кохі став головою відділу спонсорства. Пізніше до них приєднаються інші досвідчені співробітники, такі як Стюарт Вінтон, який є директором турніру. Він вважається одним з найкращих арбітрів сокка, адже працював на таких змаганнях, як Star Sixes на O2 Arena.
ІСФ призначила деяких футбольних діячів своїми послами. Очолює їх бразильський чемпіон світу Роналдіньо, який має досвід гри в сокку, оскільки грав у показових матчах у Пакистані влітку 2017 р.
Багато гравців, які брали участь у цих іграх, пгодились стати амбасадорами, наприклад, Роберт Пірес та Раян Гіггз. Останній віддав свою футболку для компанії Leisure Leagues - одному з партнерів ІСФ .

## Турніри
На рівні національних збірних щорічно проводяться континентальні чемпіонати та чемпіонат світу.

### Чемпіонат світу з сокки
На Чемпіонатах Світу з сокки беруть участь чоловічі національні команди, що є членами ІСФ.
Перший чемпіонат світу з сокки відбувся у 2018 році у Лісабоні, на спеціально побудованому стадіоні Трунквала. Фінал дебютного турніру закінчився перемогою збірної Німеччини над збірною Польщі з рахунком 1:0.
Збірна України з сокки вважається однією з провідних команд. У 2023 році вона також грала у фіналі на Чемпіонаті Світу в Ессені.

### Чемпіонат Європи з сокки

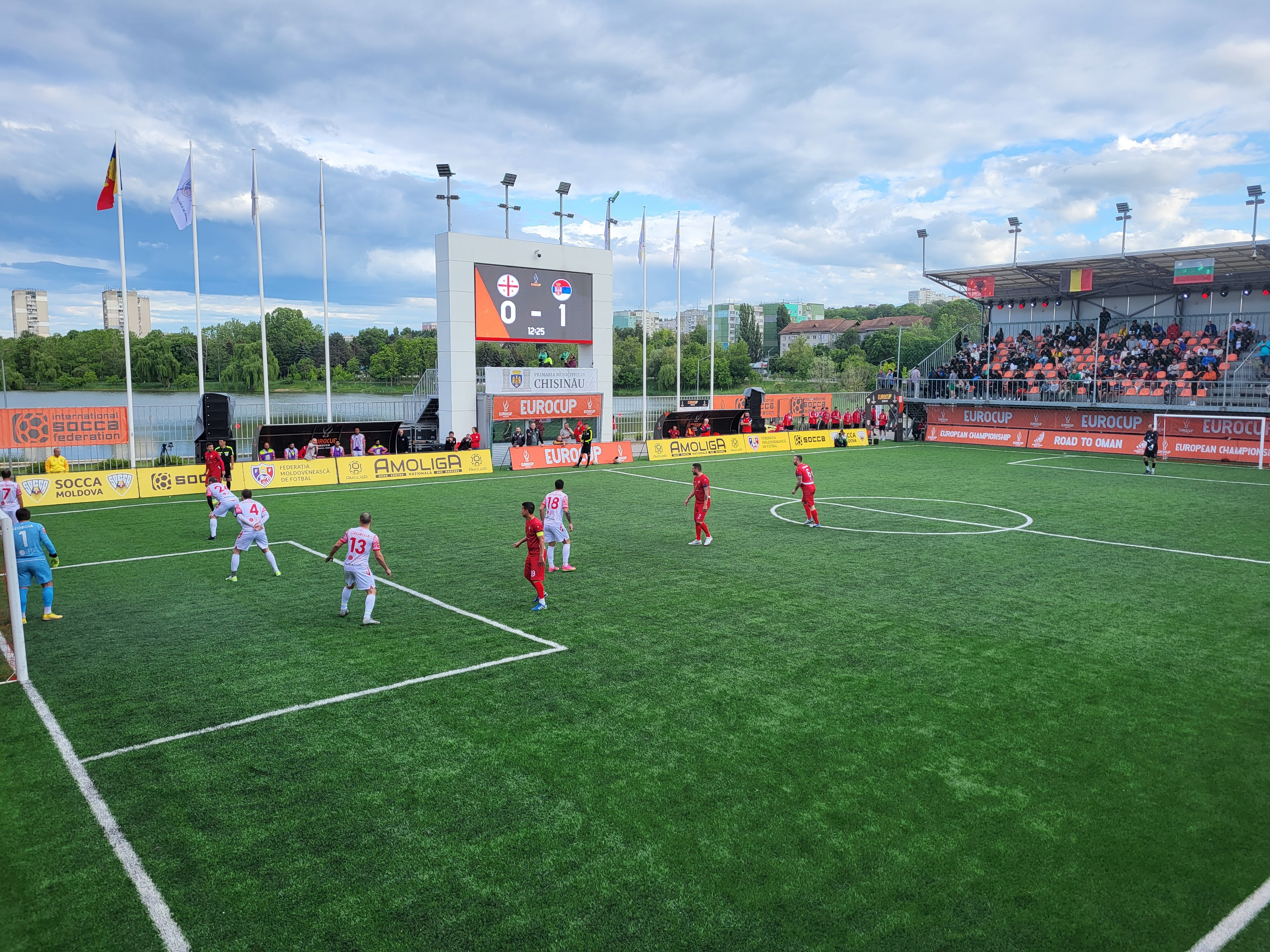
Socca EuroCup 2024, гра між національними командами Грузії та Сербії

Socca EuroCup — міжнародне змагання, в якому беруть участь чоловічі збірні Європи, члени Міжнародної федерації сокки.
Перше в історії Євро відбувся в Кишиневі у 2023 році. У ньому взяли участь 13 команд, а перший в історії Кубок Європи з сокки виграла збірна Казахстану.

### Ліга чемпіонів з сокки
Ліга чемпіонів — головне міжнародне клубне змагання з сокки.
Перша Ліга чемпіонів з сокки відбулася в жовтні 2018 року в хорватському місті Пореч. Переможцем став «Dynamik» Торунь з Польщі.
Друга Ліга чемпіонів відбулася в словенському Мариборі у вересні 2019 року. У фіналі «ARKO» Ключаровці зі Словенії перемогли у овертаймі «Dynamik» Торунь.
У 2023 році турнір знову проводився в Мариборі. Володарем трофею стала хорватська команда «NK Victory», яка у фіналі перемогла українську команду «MC Sarmat».